# Мойналти
Мойналти (англ. Moynalty; ирл. Maigh nEalta) — деревня в Ирландии, находится в графстве Мит (провинция Ленстер). Деревня расположена на стыке региональных трасс R194 и R164. Местными достопримечательностями являются здания римско-католической церкви и церкви Ирландии.